# دزدان دریایی: آخرین گنج سلطنتی
دزدان دریایی: آخرین گنج سلطنتی (کره‌ای: 해적: 도깨비 깃발; هانجا: 海賊: 도깨비 旗발; لاتین‌نویسی اصلاح‌شده: Haejeok: Dokkaebi Gitbal; lit. The Pirates: Goblin Flag) یک فیلم کره‌ای در سبک ماجراجویی و کمدی به کارگردانی کیم جونگ هون و با نقش آفرینی هان هیو جو و کانگ ها-نول است که در سال ۲۰۲۲ منتشر شد.